# Marcel Trocoli Castro
Marcel Trocoli Castro (* 1. August 1982) ist ein deutscher Journalist und Dokumentarfilmer.
Trocoli Castro volontierte als Videojournalist im Verlagshaus Neue Osnabrücker Zeitung in Osnabrück. Für den hauseigenen Lokalsender „os1.tv“ war er als TV-Redakteur und Moderator tätig und seit 2014 auch als Redaktionsleiter für den Sender.
Ab 2013 deckte er sektenähnliche Strukturen einer evangelischen Freikirche auf, die in Osnabrück eine Megachurch für bis zu 3000 Glaubensanhänger bauen wollte. Seine veröffentlichten Recherchen wurden kontrovers diskutiert und erhielten auch überregionale Aufmerksamkeit. 2016 erschien sein Film „Seelenfänger Lebensquelle“ in dem er seine Langzeitrecherchen bündelte.

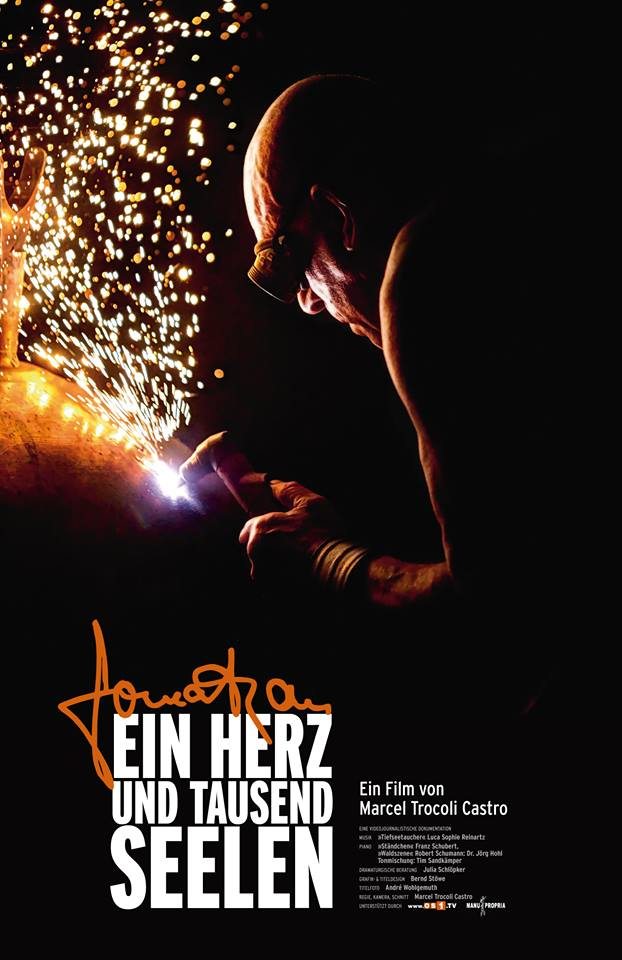
Filmplakat zum Doku-Portrait „Jonathan – Ein Herz und tausend Seelen“

2014 veröffentlichte er seine videojournalistischen Dokumentarfilm „Jonathan – Ein Herz und tausend Seelen“, der auf dem Unabhängigen FilmFest Osnabrück uraufgeführt wurde. Der Film porträtiert das bewegte Leben des Osnabrücker Künstlers Norbert Henze, genannt Jonathan und thematisiert u. a. den Missbrauch des Künstlers als Kind durch die eigene Mutter.
Seit 2016 lebt er in Berlin und arbeitet als Autor und Reporter für den Rundfunk Berlin Brandenburg.
In der rbb24 Abendschau, der reichweitenstärkste Sendung des rbb, hat er seine eigene Rubrik: Unter dem Titel „NachtSicht“ dokumentiert er wöchentlich das Nachtleben in Berlin. Dabei ist er allein mit seiner Kamera unterwegs. Als erster Journalist berichtet er dabei u. a. über die illegalen Corona-Partys mit hunderten Teilnehmern in den Stadtparks der Hauptstadt.